# متیو فرگوسن
متیو فرگوسن (انگلیسی: Matthew Ferguson؛ زادهٔ ۳ آوریل ۱۹۷۳) یک هنرپیشه اهل کانادا است.
از فیلم‌ها یا برنامه‌های تلویزیونی که وی در آن نقش داشته است می‌توان به گل سوسن، مکعب ۲: ابرمکعب و مالک ماهونی اشاره کرد.